# Torsby
Torsby ist der Hauptort der Gemeinde Torsby in der schwedischen Provinz Värmlands län und der historischen Provinz Värmland. Torsby ist das Zentrum der Finnskogen-Region.
Der Ort liegt am nördlichen Ende des Sees Fryken. Es gibt hier Sägewerke und Kleinindustrie. Torsby ist die Endstation der Bahnstrecke Kil–Torsby. Der Flugplatz Torsby bietet Passagierverbindungen.

## Sportkultur
In Torsby befindet sich ein Skigymnasium (Riksskidgymnasium) sowie einige Primärschulen.
 Im Juni 2006 wurde in Torsby Schwedens erster und bisher einziger Skitunnel eröffnet, geplant und gebaut von der ortsansässigen Firma NIWA. Er hat eine Länge von 1,3 Kilometern und ist auch für Biathlon geeignet.

## Einwanderungsgeschichte
Zwischen dem Ende des 16. und dem Ende des 17. Jahrhunderts wurde die Finnskogen-Region durch finnische Einwanderer besiedelt, den sogenannten Waldfinnen. In den großen Nadelwäldern führten sie Brandrodungen (finnisch huuhta) durch, um neue landwirtschaftliche Nutzflächen zu erhalten. Von dieser schwedisch-norwegischen Region ist Torsby das Zentrum.

## Persönlichkeiten
- Sanny Åslund (* 1952), Fußballtrainer
- Jonatan Berg (* 1985), Fußballspieler
- Marcus Berg (* 1986), Fußballspieler
- Emma Dahlström (* 1992), Freestyle-Skierin
- Sven-Göran Eriksson (1948–2024), Fußballtrainer
- Linn Gestblom (* 1994), Biathletin
- Gösta Liebert (1916–1998), Indologe
- Elin Mattsson (* 1986), Biathletin
- Ulrica Persson (* 1975), Skilangläuferin
- Lars-Erik Walfridsson (* 1955), Autosportler
- Per-Inge Walfridsson (* 1950), Autosportler
- Pernilla Walfridsson (* 1973), Autosportlerin
- Stig-Olov Walfridsson (* 1962), Autosportler